# Карнавал
Карнавалът е празник, разпространен главно в католическите страни и свързан при появата му с началото на Великите пости на Пепелна (Чиста) сряда.
Името му вероятно идва от латинския израз carni levamen, „освобождение на плътта“ или carnes levare, „премахване на месото“, защото след празника започват постите. Корените му са назад в езическата история, отпреди християнството – карнавалът има общо с дионисиевите тържества и с най-стари ритуали за „прогонване“ на зимата (пролетни празници се срещат у почти всички култури, подобно на кукерите в Югоизточна Европа, където на Сирни заговезни хората празнуват, като се маскират).
Отбелязва се с няколкодневен период, през който жителите на града излизат маскирани по улиците и се събират, за да пеят и танцуват. Типични са големите процесии с характерни носии, традиционни карнавални фигури и музика, карикатурни образи и др. „A Carnevale ogni scherzo vale“ː „През Карнавал са позволени всички шеги“, казват италианците.
Сред най-известните са карнавалите в Рио де Жанейро, Венеция, Кьолн.